# Kolonia Gąbino
Kolonia Gąbino – nieoficjalna nazwa kolonii wsi Gąbino w Polsce położona w województwie pomorskim, w powiecie słupskim, w gminie Ustka.
Osada wchodzi w skład sołectwa Gąbino.
W latach 1975–1998 miejscowość administracyjnie należała do województwa słupskiego.
Inne miejscowości o nazwie Gąbino: Gąbino